# Jerup Kirke

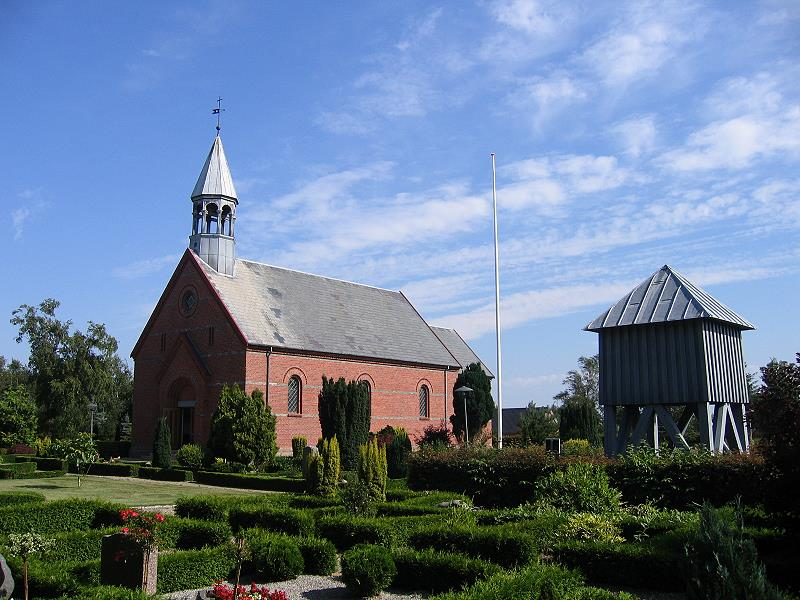
Kirche von Jerup

Die Jerup Kirke ist ein Kirchengebäude in Dänemark und ist die Gemeindekirche der Kirchspielgemeinde Jerup Sogn. Diese gehört zur Frederikshavn Provsti im Bistum Aalborg.

## Gebäude

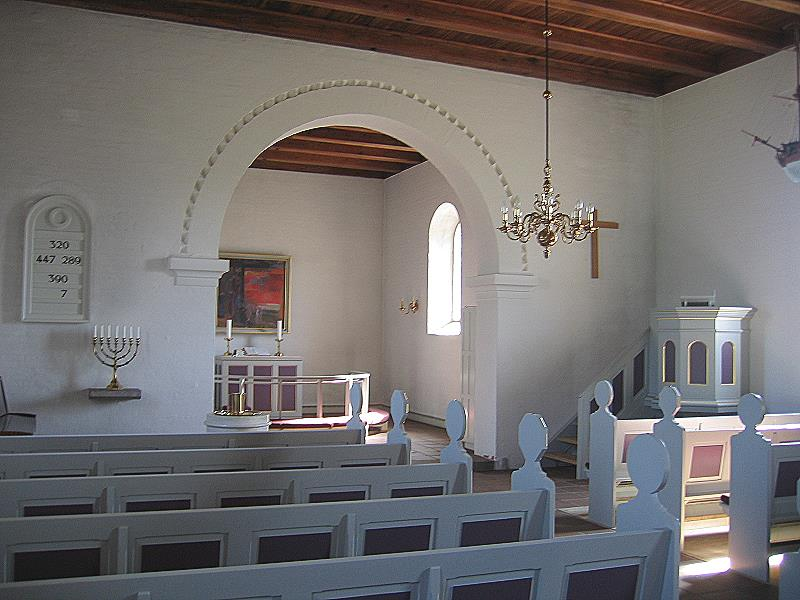
Innenansicht der Kirche von Jerup

Die von 1888 bis 1889 aus roten Ziegelsteinen im neoromanischen Stil erbaute Kirche fasst maximal 150 Gottesdienstbesucher. Zwar besitzt die Kirche einen Dachreiter, die Glocke der Kirche befindet sich aber in einem Glockenstapel am Rand des umliegenden Friedhofs, da die Dachkonstruktion für das Geläut nicht mehr stabil genug war.
Das Innere der Kirche ist weiß und schlicht. Das Mobiliar ist in hellgrauen Tönen gehalten. Der Taufstein ist aus einem Stück Kalkstein geschlagen.

## Orgel

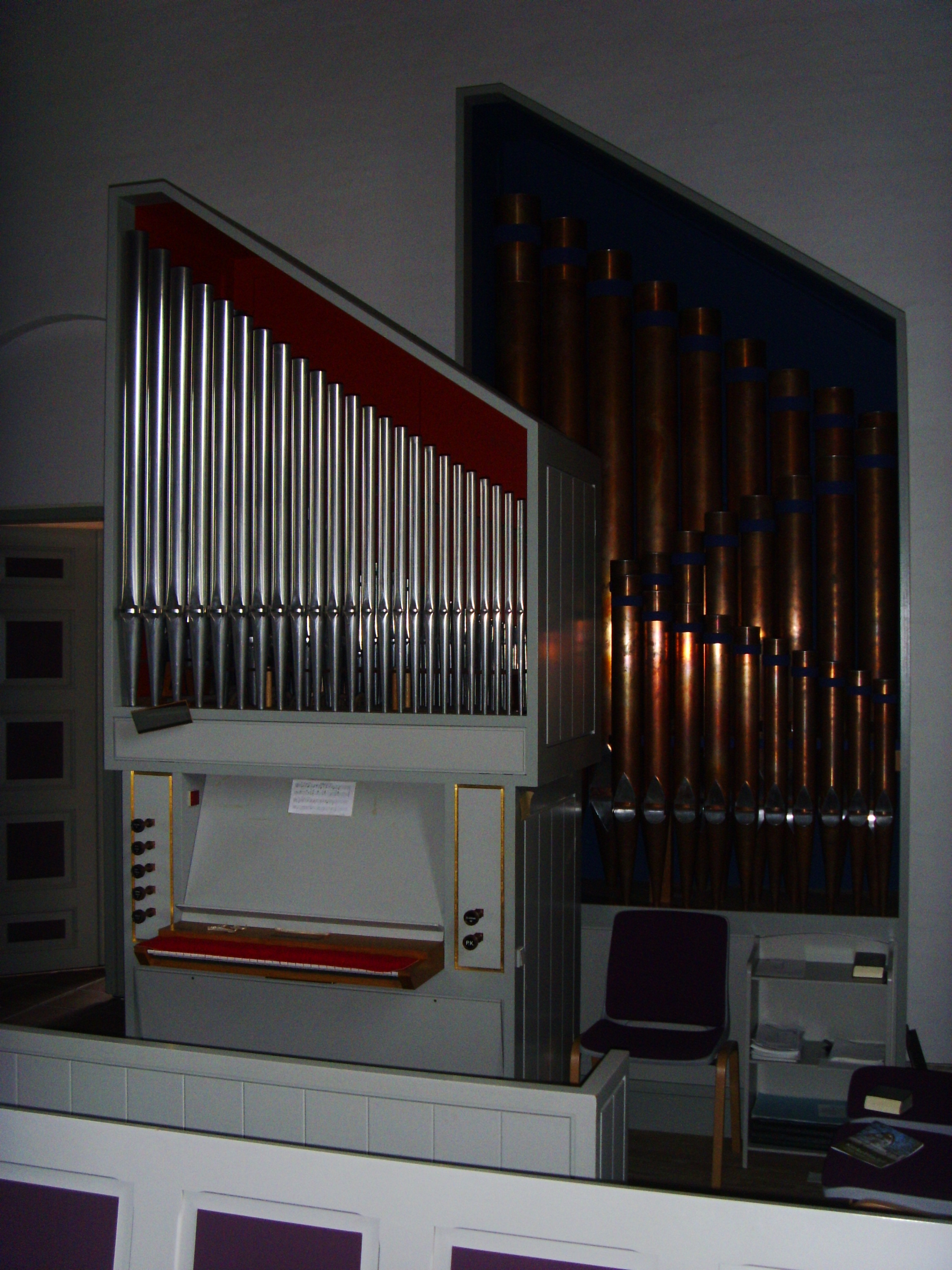
Die Orgel der Jerup Kirke

Die Orgel von I. Starup & Søn aus dem Jahr 1972 besitzt ein Manual mit fünf Registern, zudem ein koppelbares Pedal mit einem Register, das 1992 von Bruno Christensen & Sønner hinzugefügt wurde.
Disposition:
| Manual C–g3 |       |
| Gedakt      | 8′    |
| Principal   | 4′    |
| Rørfløjte   | 4′    |
| Gemshorn    | 2′    |
| Nasat       | 1 ⁄3′ |

| Pedal C–d1 |     |            |
| Subbas     | 16′ | [ Anm. 1 ] |

- Koppeln: M/P

Anmerkungen
1. ↑  Bruno Christensen & Sønner 1992